# Panda Security
Panda Security, precedentemente denominata Panda Software, è una azienda attiva nel mondo della sicurezza informatica, fondata nel 1990 da Mikel Urizarbarrena, nella città di Bilbao, in Spagna. Nel giugno del 2020, a seguito della firma di un accordo definitivo di acquisizione avvenuto nel marzo precedente, diventa una società interamente controllata da WatchGuard Technologies.

## Storia
Inizialmente incentrata nella produzione di antivirus, l'azienda si è espansa producendo anche soluzioni firewall, anti spam, contro gli spyware e per la prevenzione del crimine elettronico (phishing e altro).
I prodotti Panda proteggono l'utenza casalinga, aziendale, difendendo da ogni genere di malware come lo spyware, i dialer e i virus.
L'azienda si è classificata fra le 500 aziende europee con maggiore crescita dal 1997. Panda Security è un marchio leader in Spagna e nel 1998 la compagnia è diventata la prima in Europa per progettazione di software antivirus. Panda software è una azienda privata e ha clienti in 230 paesi e laboratori in 50 tra i quali Stati Uniti, Germania, Gran Bretagna, Cina, Francia, Turchia, Slovenia, Polonia, Bulgaria, Svizzera. Nel 2003 ha raggiunto anche Giappone, Argentina, Corea e Australia.
Panda Security compete nell'industria degli AntiVirus contro Avira, F-Secure, Kaspersky, McAfee, Sophos e Symantec tra gli altri.
Dal maggio 2005 Panda Security è partner dell'Osservatorio sui Diritti dei Minori.
Nel mese di novembre del 2009, Panda ha svelato i suoi primi servizi di sicurezza Cloud-Based per utenti privati ed aziende. È stata introdotta la versione gratuita Panda Cloud Antivirus che non sfrutta più un database di firme virali residente completamente sul computer dell'utente, ma è parzialmente online. Grazie ad una cache locale, Panda permette di stare sicuri e protetti anche quando non è presente la connessione ad Internet.
Il 18 ottobre 2010, a Milano, Panda Cloud Antivirus ha ricevuto uno dei riconoscimenti internazionali più prestigiosi, il titolo di "Runner-Up" per la categoria network security ai Wall Street Journal Technology Innovation award.
Il 2 giugno 2020 l'azienda statunitense WatchGuard Technologies ha acquisito Panda Security con l'intento di creare soluzioni che giovino della sinergia ottenuta grazie alle tecnologie di entrambe le aziende.